# Yitzhak Shamir
Yitzhak Shamir (Hebreeuws: יצחק שמיר), geboren als Yitzhak Jazernicki, (Różana, destijds Russisch Polen, nu Wit-Rusland, 15 oktober 1915 – Tel Aviv, 30 juni 2012) was een Israëlisch politicus. Shamir maakte deel uit van de terroristische groepering Lechi, werkte voor de Mossad, werd politicus en was de zevende premier van Israël.

## Levensloop

### 1935-1948
In 1935 verhuisde hij naar Palestina, waar hij zijn naam in Shamir veranderde. In Palestina sloot hij zich aan bij de Irgun Zvai Leumi, een Joodse terreurorganisatie die erop gericht was het Brits mandaat in Palestina te beëindigen.
Toen het in 1940 binnen de Irgun tot een splitsing kwam, koos hij de kant van een splintergroepering onder leiding van Avraham Stern. Deze groepering, later bekend als de Lechi, werd door de Engelsen de "Stern Gang" genoemd. Na Sterns dood in 1942 door Brits toedoen, werd Shamir een van de drie leiders van de Lechi. Onder zijn leiding voerde de Lechi vele aanslagen uit, waaronder de moord in 1944 op de Britse minister van Staat voor het Midden-Oosten Lord Moyne en de moord in 1948 op de VN-gezant voor het Midden-Oosten, graaf Folke Bernadotte.

### 1948-1983
Na de onafhankelijkheid van Israël werkte Shamir voor de Israëlische geheime dienst de Mossad (1955-1965) en werd hij in 1973 in de Knesset gekozen. Na de beëindiging van zijn dienst bij de Mossad heeft hij zonder succes in het bedrijfsleven gewerkt.
Hierna wendde hij zich tot de politiek. In 1977, na de eerste verkiezingsoverwinning van de Likoed, werd hij voorzitter van de Knesset. Van deze positie maakte hij in 1980 een grote politieke sprong tot minister van Buitenlandse Zaken. Hij verving de premier (Menahem Begin) in deze functie, die buitenlandse zaken tijdelijk op zich had genomen na het aftreden van toen onafhankelijk politicus Moshe Dayan.
Shamir bouwde een reputatie op als havik binnen de Likoed. Hij was tegen de Camp David-akkoorden, het vredesverdrag met Egypte, en – ook later als premier – een voorstander van de nederzettingspolitiek op de Westelijke Jordaanoever en de Gazastrook.

### 1983-1992
In 1983 volgde hij Menachem Begin op als premier. Het lukte hem niet om de inflationaire economie te stabiliseren, met als gevolg een onduidelijke verkiezingsuitslag in 1984. Er werd een coalitie gevormd tussen de Likoed en de Arbeidspartij van Shimon Peres. Volgens het coalitieverdrag zou de positie van premier en minister van buitenlandse zaken worden afgewisseld tussen Shamir en Peres, waarbij Yitzchak Rabin steeds minister van defensie zou zijn. Allereerst werd Peres premier tot september 1986. Nu werd de inflationaire economie wel gestabiliseerd, terwijl Shamir als minister van buitenlandse zaken zijn conservatieve imago wat kon verzachten. In 1988 werd hij werderom minister-president.
Shamir werd herkozen in 1988 en vormde weer een coalitie met Peres tot 1990, toen de Arbeiderspartij de regering verliet. Peres was van mening dat hij zelf een krappe meerderheidscoalitie kon oprichten, maar na veel getouwtrek mislukte deze strategie. Shamir bleef minister-president met een krappe coalitiemeerderheid en Rabin zag uiteindelijk kans het stuur van de Israëlische Arbeiderspartij terug te nemen op Peres.
In 1991 nam de regering-Shamir deel aan het vredesoverleg in Madrid. Dezelfde regering sloeg ook niet terug toen Irak een aantal Scudraketten afvuurde op Israël tijdens de Golfoorlog. De Verenigde Staten drongen toen aan op terughoudendheid, met als argument dat Israëlisch militair ingrijpen de Westers-Arabische coalitie tegen Saddam Hoessein in gevaar zou kunnen brengen.

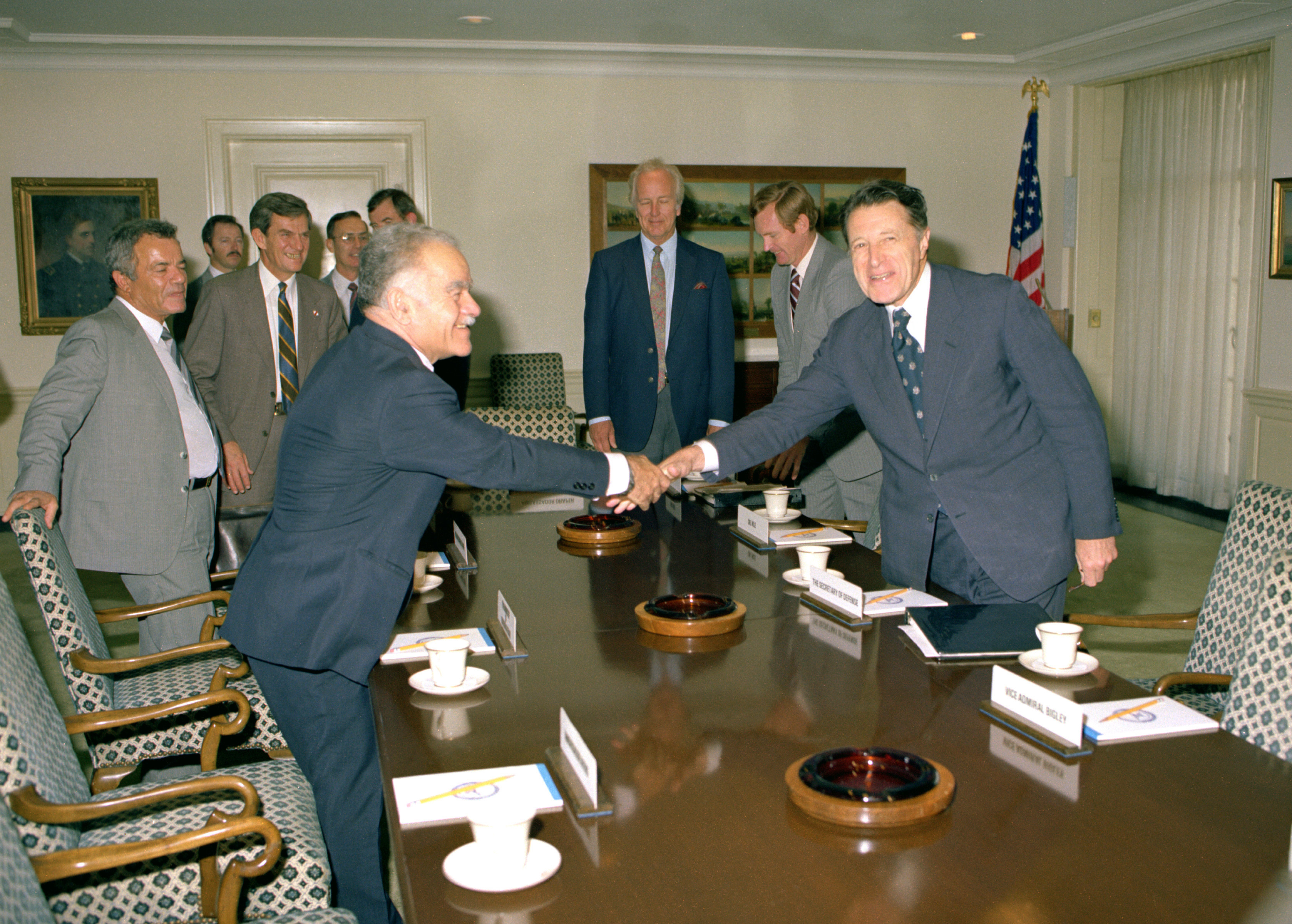
Shamir (links) met de Amerikaanse minister van Buitenlandse Zaken Caspar Weinberger in 1982

### 1992-2004
Direct nadat de Likoedpartij in 1992 de verkiezingen verloren had van de Arbeidspartij van Yitzchak Rabin trad hij af als partijleider. In maart 1993 volgde Benjamin Netanyahu hem op. Shamir bleef parlementslid tot het eind van de sessie en leverde – ook na zijn terugtrekking uit de politiek – enige kritiek op zijn opvolger, Benjamin Netanyahu, aangaande diens "zwakke en besluiteloze opstelling" in zijn omgang met de Palestijnen. Ook op premier Ehud Barak leverde hij nog enige kritiek. Daarna werd het stil rond de voormalige Likoedleider.
In 2004 weigerde de Israëlische overheid de opname van Yitzhak Shamir in een geriatrisch verpleegtehuis te bekostigen. Hij was daar opgenomen omdat hij leed aan de ziekte van Alzheimer. Het ministerie van Financiën verklaarde geen precedent te willen scheppen. Het verpleeghuis moest uit eigen pensioen en uitkering worden bekostigd.
Shamir stierf op 30 juni 2012 in een ziekenhuis in Tel Aviv op 96-jarige leeftijd. Zijn begrafenis vond plaats op maandag 2 juli 2012 in Jeruzalem.

## Familie
Zijn zoon Yair Shamir (1945) werd minister van Landbouw en Landelijke Ontwikkeling in het kabinet-Netanyahu III.
David Ben-Gurion (1948–1954) ·
Moshe Sharett (1954–1955) ·
Ben-Gurion (1955–1963) ·
Levi Eshkol (1963–1969) ·
Yigal Allon (1969) ·
Golda Meïr (1969–1974) ·
Yitzhak Rabin (1974–1977) ·
Shimon Peres (1977) ·
Menachem Begin (1977–1983) ·
Yitzhak Shamir (1983–1984) ·
Peres (1984–1986) ·
Shamir (1986–1992) ·
Rabin (1992–1995) ·
Peres (1995–1996) ·
Benjamin Netanyahu (1996–1999) ·
Ehud Barak (1999–2001) ·
Ariel Sharon (2001–2006) ·
Ehud Olmert (2006–2009) ·
Netanyahu (2009–2021) ·
Naftali Bennett (2021–2022) ·
Yair Lapid (2022) ·
Netanyahu (2022–heden)